# Volgamenti Gazdasági Körzet

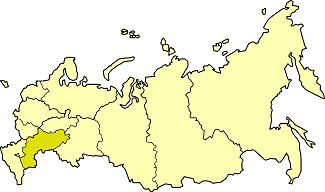
A Volgamenti Gazdasági Körzet fekvése

A Volgamenti Gazdasági Körzet (orosz nyelven: Поволжский экономический район,  Povolzsszkij ekonomicseszkij rajon), Oroszország 11 gazdasági körzetének egyike.
Oroszország területének alig több mint 3%-ára terjed ki, de itt él az ország népességének 11,5%-a. Az Oroszországi Föderáció alábbi szubjektumai alkotják:
1. Asztraháni terület
2. Kalmükföld
3. Penzai terület
4. Szamarai terület
5. Szaratovi terület
6. Tatárföld
7. Uljanovszki terület
8. Volgográdi terület

## Földrajzi áttekintés
A körzet az európai országrészen, Kazanytól dél felé a Volga két partja mentén terül el egész a Kaszpi-tengerig. A Volgán és hajózható csatornáin át a körzetnek vízi úton kapcsolata van a Balti-, a Fehér- és a Fekete-tengerrel; legnagyobb városai a Volga partjára épültek és jelentős folyami kikötők is.
A nagy folyó jobb partja mentén a Volgamenti-hátság húzódik, legmagasabb pontjai általában nem haladják meg a 330 m-t. A Zsiguli-hegyektől dél felé, a bal parton elnyúló úgynevezett Volgántúl (Zavolzsje) alapvetően alföldi jellegű. Volgográdtól délre a Volga-delta és az északi tengerpartot széles sávban körülvevő Kaszpi-mélyföld terül el.
A körzet nagy része az erdős sztyepp és a sztyepp övezetbe tartozik, mely délen szikes pusztákba, délkeleten félsivatagba megy át. Az éghajlat száraz, kontinentális, nagy a hőingás. Az északnyugati tájak még viszonylag elegendő csapadékot kapnak, de délen az eső rendkívül kevés, és a nyár forró.

## Gazdaság
Változatos iparral és fejlett mezőgazdasággal egyaránt rendelkező körzet. Tatárföld kőolajban gazdag, és jelentős mennyiségű földgázt termelnek. Földgáz található Szaratov körzetében is, az Asztrahánytól mintegy 50 km-nyire feltárt nagy földgázmezőn pedig 1987-ben kezdték meg a kitermelést. Energiahordozók közül megemlíthető még olajpala, Szaratov környékén.
A régió energiabázisának fontos részét alkotják a vízerőművek. Az 1950-es években épült a szamarai (korábbi nevén: kujbisevi) és a volgográdi vízerőmű, később a Káma torkolatánál a nyizsnyekamszki vízerőmű.
Az energiabázisra sokféle ipar települt. Volgográd, Szamara, Szizrany hatalmas olajfinomítói a helyben kitermelt és a szomszédos gazdasági körzetekből érkező olajat dolgozzák fel. A körzet kohászata országos viszonylatban kevésbé jelentős, annál fontosabb azonban a gépgyártás: többek között vegyipari gépeket és orvosi műszereket (Volgográd), csapágyakat (Szamara), szerszámgépeket (Szamara, Uljanovszk), Diesel-motorokat (Engels város, Szaratovnál a folyó bal partján), mezőgazdasági gépeket (Szizrany) és traktorokat (Volgográd) állítanak elő. A gépiparban kiemelkedő a járművek: személyautók (AvtoVAZ, Togliatti városban),  teherautók (Kamaz, központja Naberezsnije Cselni városban), kisteherautók és mikrobuszok (uljanovszki autógyár), trolibuszok (Engels város) gyártása, katonai és polgári repülőgépek (Uljanovszk, Kazán, Szaratov, Szamara), személy- és teherhajók építése (Asztrahány, Volgográd).
Az olajfinomítókhoz kapcsolódó nagy vegyikombinátok műgumit, műanyagokat és műszálakat, festéket állítanak elő. Nyizsnyekamszk (Tatárföldön) hatalmas olajvegyészeti kombinátjában polietilént, sztirolt és más alapanyagokat készítenek. Szintén a vegyiparban hasznosítják a déli területeken nagyobb mennyiségben előforduló kő- és konyhasót, jódot, brómot (Elton-tó, Baszkuncsak).
A helyi nyersanyagok felhasználásával fejlett építőanyag ipar alakult ki, kiemelt jelentőségű a helyben kitermelt márgát felhasználó cementgyártás (a Szaratovi területen Volszk és a Volgográdi területen Mihajlovka). Nagy hagyománya van a régióban a textiliparnak (Penza, Uljanovszk) és a fejlett mezőgazdaságra települt élelmiszeriparnak: a sör-, az étolaj- és a cukorgyártásnak, a malom- és a konzerviparnak. A kaszpi-tengeri halászat és halfeldolgozás központja Asztrahány; különösen jövedelmező a Volga-delta híres tokhalféléinek halászata.
A körzet nagy részén a természeti adottságok kedveznek a mezőgazdaságnak. Nagy területeken vetnek gabonaféléket, elsősorban kenyérgabonát; ez az ország egyik legfontosabb búzatermő vidéke. Az ipari növények közül a cukorrépa és főleg a napraforgó vetésterületei jelentősek. A Volga alsó szakaszának árterein és a folyó deltájában nagy mennyiségben zöldségféléket, paradicsomot, dinnyét, helyenként rizst termesztenek. A Kaszpi-mélyföld félsivatagos legelőin a juhtenyésztés az uralkodó, a kalmük sztyepppén napjainkban is félnomád pásztorkodást folytatnak.

## Lásd még
- Oroszország közigazgatási beosztása